# Бригидер, Владимир Васильевич
Бригидер Владимир-Сильвестр Васильевич (26 июля 1889, Демыче (ныне в составе посёлка Заболотов) — 12 июля 1952, Торонто) — украинский и американский зоолог, энтомолог, малаколог.

## Биография
Родился в 1889 году на территории нынешней Западной Украины. В 1911 году окончил Львовский университет, а также прослушал биологический курс в Триесте. Профессиональный интерес — анатомия моллюсков. В 1920-х годах защитил диссертацию на звание доктора философии. Преподавал с конца 1920-х годов в III государственной гимназии города Станислава (Ивано-Франковская область). С 1934 года становится членом Польского Госсовета по охране природы от Станиславского воеводства, с 1932 года — Член, а с 1935 года — Секретарь комиссии по охране природы Научного общества им. Т. Шевченко во Львове (НОШ). От НОШ ученый направил послание греко-католическим и православным епископам с просьбой организовать на Галичине охрану старых деревьев возле церквей, что и было сделано греко-католическим приходом. В 1936 году благодаря Бригидеру, стал заповедным степной резерват в 0,5 га в Станиславскому уезде около Калуша. Он поднимал вопрос об охране водяного ореха у Дубовца на Днестре, горы Виноград на Ополье, разрушенного монастыря в селе Розчичи на Бойковщине. В Станиславе Бригидер добивался объявления памятниками природы липовой аллеи и 4 старых лип по улице Колуховського. Он контролировал состояние резерватов, организовал в 1936 году раздел охраны гор при Станиславскому отделе Польского Татранского общества. Одним из первых в 1927—1928 годах он организовал школьный кружок по охране природы. При кружке была создана библиотека, лекторий, его члены посещали резерваты, проводили Дни птиц. Дни леса, с 1 по 21 февраля 1931 года организовали в Станиславе выставку охраны природы. В 1940 году он переезжает во Львов, где преподает зоологию и анатомию в Львовском университете и Львовском пединституте. В 1942 году становится директором Зоологического института во Львове. Во время окончания Второй мировой войны сначала эмигрировал в Вену, где работал в Естественно-историческом музее, а затем, с 1948 года переехал в Канаду, город Торонто, где продолжал исследования в энтомологические лаборатории Торонтского университета. Умер в Торонто в 1952 году.